# Shenzhou (album)
Shenzhou is een album van ambient-muzikant Biosphere dat het licht zag op 3 juni 2002. De structuur en het geluid van dit album is veel minimalistischer in vergelijking met Geir Jenssen's eerdere werk tot hier toe, een concept dat hij hergebruikt op zijn volgend album, Autour de la Lune.

## Tracklist
1. "Shenzhou" – 5:04
2. "Spindrift" – 4:37
3. "Ancient Campfire" – 7:45
4. "Heat Leak" – 4:57
5. "Houses On The Hill" – 5:43
6. "Two Ocean Plateau" – 3:10
7. "Thermal Motion" – 4:27
8. "Path Leading To The High Grass" – 3:55
9. "Fast Atoms Escape" – 3:29
10. "Green Reflections" – 3:32
11. "Bose-Einstein Condensation" – 2:47
12. "Gravity Assist" – 7:04